# Johannes vom Kreuz

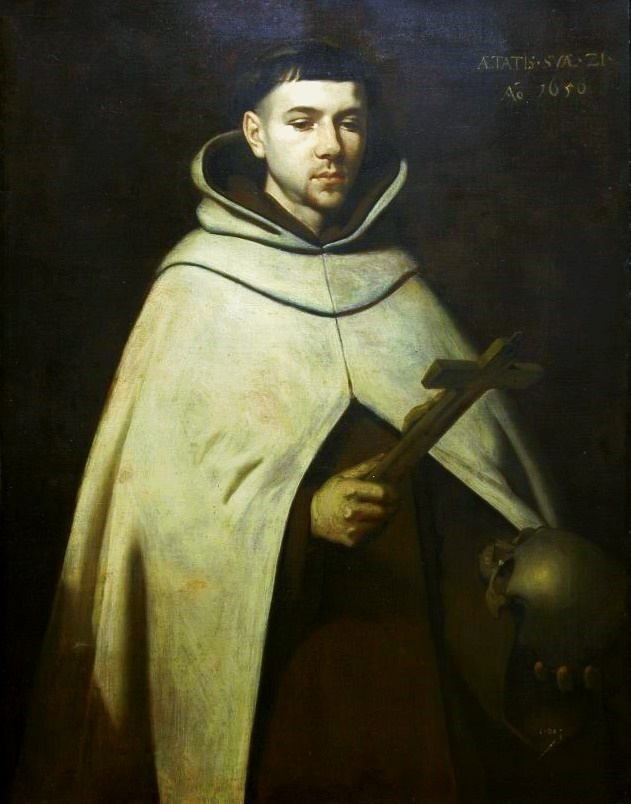
Johannes vom Kreuz

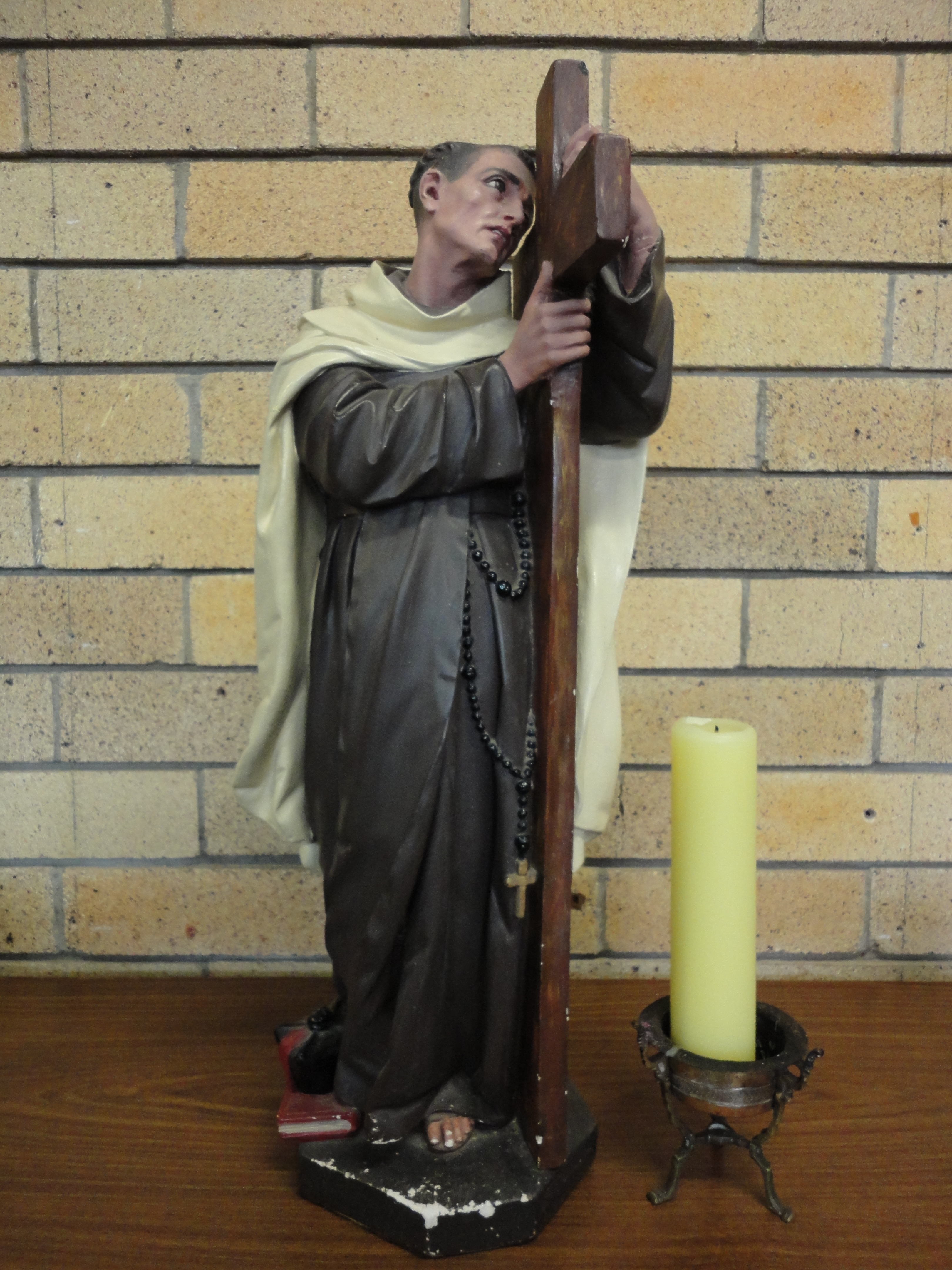
Statue des hl. Johannes vom Kreuz im Karmelitenkloster Varroville, Australien

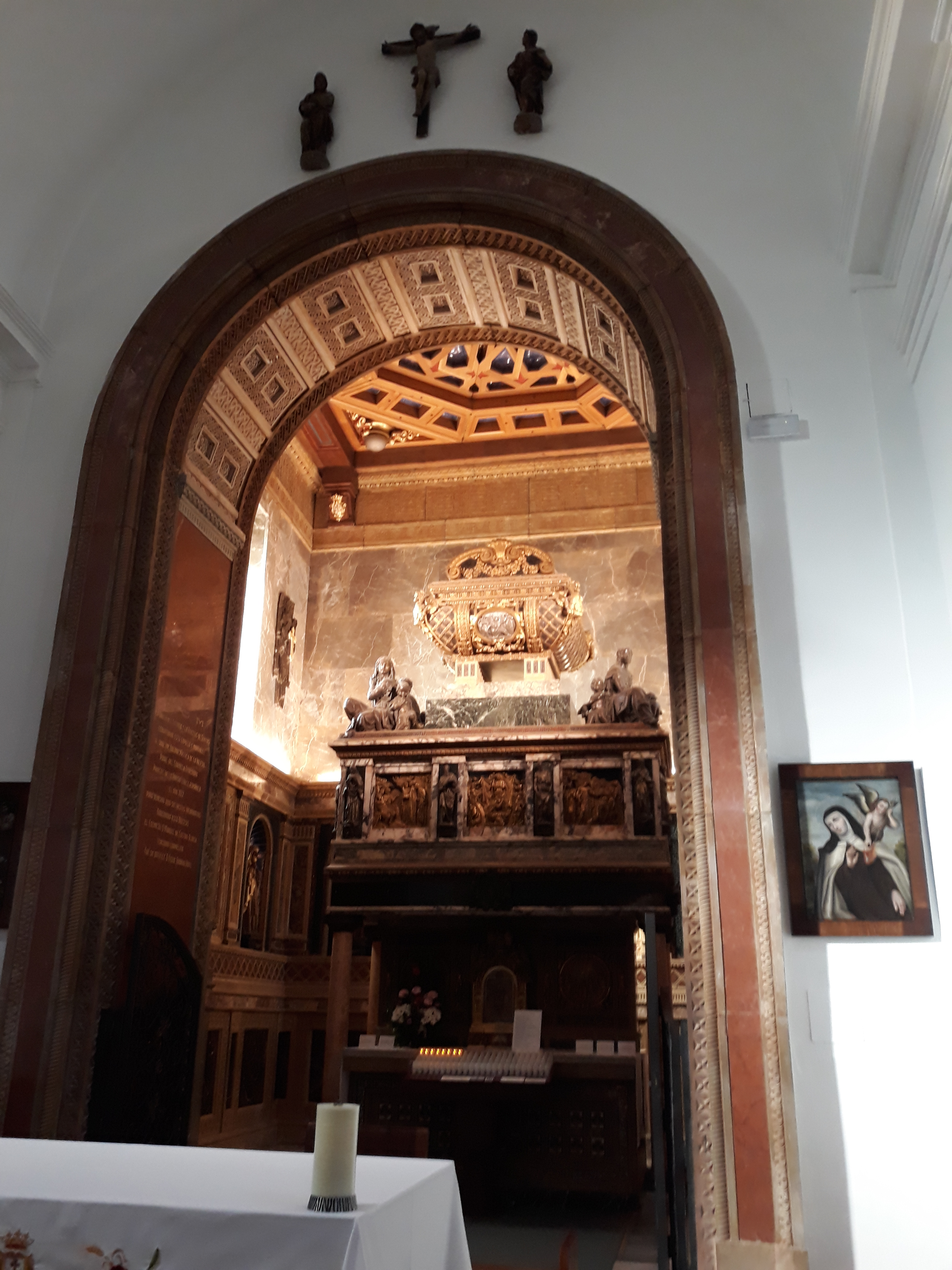
Grabkapelle in Segovia

Johannes vom Kreuz (spanisch Juan de la Cruz, Geburtsname Juan de Yepes Álvarez) (* 24. Juni 1542 in Fontiveros, Spanien; † 14. Dezember 1591 in Úbeda) war ein spanischer Unbeschuhter Karmelit und Mystiker. Er wird in der römisch-katholischen Kirche als Heiliger und Kirchenlehrer verehrt, darüber hinaus wird seiner auch in der anglikanischen Kirche, der alt-katholischen Kirche und in Teilen der Evangelisch-Lutherischen Kirche in Amerika am 14. Dezember gedacht. Sein Grab befindet sich in der Karmelitenkirche in Segovia in Spanien.

## Leben
Juan de Yepes Álvarez war der dritte Sohn des Seidenwebers Gonzalo de Yepes und seiner Ehefrau Catalina Álvarez. Um 1555 kam er mit seiner Mutter und seinem um etwa zehn Jahre älteren Bruder nach Medina del Campo, wo er in der Armenschule Colegio de los Doctrinos und ab 1559 im neu gegründeten Kolleg der Jesuiten eine solide Ausbildung genoss. Eine Ausbildung in praktischen Berufen war nicht sehr erfolgreich, doch erwies er sich als tüchtiger Pfleger und Almosensammler für das Hospital de las Bubas, in dem Syphiliskranke gepflegt wurden. Im Jahr 1563 trat er in den Orden der Karmeliten ein und nahm den Ordensnamen Juan de San Matía an. Von 1564 an studierte er an der Universität Salamanca Theologie und Philosophie und lernte 1567 kurz nach seiner Priesterweihe Teresa von Ávila kennen, für deren Reform innerhalb des Karmelitenordens er sich begeisterte, so dass er von seiner Idee abkam, zu den Kartäusern überzutreten.
Nach Beendigung seiner Studien in Salamanca begann Johannes am 28. November 1568 unter dem Ordensnamen Juan de la Cruz („Johannes vom Kreuz“) in Duruelo mit Antonio de Jesús de Heredia und einem weiteren Mitbruder nach den Vorstellungen Teresas zu leben, die sie bereits seit 1562 in ihrem ersten Kloster San José zu Avila verwirklicht hatte. Ihre Anhänger wurden entsprechend den damals in Kastilien üblichen Reformbewegungen Descalzos („die Unbeschuhten“) genannt.
Im sich rasch ausbreitenden Orden der Unbeschuhten Karmeliten, auch Teresianischer Karmel genannt, wurde Johannes vom Kreuz zunächst Novizenmeister, dann Rektor des Studienkollegs in Alcalá de Henares und ab Frühjahr 1572 Beichtvater im Karmel von der Menschwerdung in Avila. Dorthin hatte Teresa ihn gerufen, die dort seit 6. Oktober 1571 aufgrund der Ernennung durch den apostolischen Visitator als Priorin eingesetzt war. Wegen der unterschiedlichen Reformvorstellungen zwischen der römischen Kurie  und dem Hof Philipps II., in die der Karmelitenorden in Spanien hineingezogen wurde, kam es zwischen den Unbeschuhten und dem Stammorden zu heftigen Auseinandersetzungen, deren Opfer Johannes vom Kreuz wurde. In der Nacht vom 2. auf den 3. Dezember 1577 wurde er entführt und im Ordensgefängnis des Klosters in Toledo eingekerkert, wo er als „hartnäckiger Rebell“ misshandelt und gedemütigt wurde.
Diese Zeit wurde für ihn zur eigentlichen Mitte seiner Gotteserfahrung und der daraus entstammenden mystischen Dichtung, die Merkmale des a lo divino aufweist. Der Priester und Orientalist Miguel Asín Palacios (1871–1944) weist zudem auf die Verbindung zu den Schriften des Sufis Ibn ʿAbbād (1332–1390) hin. Ibn ʿAbbād hatte sich einige Jahre zur Meditation und Askese in die marokkanische Stadt Salé zurückgezogen. Er hinterließ das Werk Sharḥ al-ḥikam und eine Sammlung von 54 Briefen, in denen er sich bescheiden als Sklaven vor Gott beschrieb. Palacios nahm den Begriff der „Dunklen Nacht der Seele“ als wesentliche Gemeinsamkeit, denn in diesem passiven Zustand des Menschen offenbare sich Gott am deutlichsten. Im Gefängnis entstanden unter anderem Johannes’ Werk Cántico espiritual, in dem die Menschenseele ihre Sehnsucht nach dem entschwundenen Geliebten besingt, während sein bekanntestes Gedicht Die dunkle Nacht danach entstand. Seine Gedichte in der Form einer Lira gehören zum Besten, was in kastilischer (spanischer) Sprache gedichtet wurde. Reinhold Schneider schrieb über diese Zeit die Erzählung Die dunkle Nacht des Johannes vom Kreuz, wobei er sich allerdings mehr auf die Hagiographie als auf die heute zur Verfügung stehenden historischen Kenntnisse stützte.
In den Tagen nach dem 15. August 1578 konnte Johannes vom Kreuz fliehen und gelangte nach mehreren kurzen Aufenthalten im November 1578 in das abgelegene Kloster Calvario, von wo aus er die Karmelitinnen in Beas de Segura geistlich betreute. Bereits am 13. Juni 1579 gründete er in Baeza das erste Studienkolleg für die andalusischen Studenten der Unbeschuhten; 1582 wurde er Prior des Klosters in Granada, 1585 Provinzdefinitor und dann Provinzvikar von Andalusien, als welcher er im Schnitt täglich 15 km zurücklegte. In dieser Zeit verfasste er seine Schriften, Kommentare zu seinen Gedichten: Aufstieg auf den Berg Karmel, Die Dunkle Nacht, Geistlicher Gesang und Lebendige Liebesflamme. Darüber hinaus wirkte er in verschiedenen Klöstern der Unbeschuhten Karmelitinnen und auch außerhalb des Ordens als Beichtvater und Seelsorger. Im Jahr 1588 wurde er Prior des Klosters der Unbeschuhten Karmeliten in Segovia und Mitglied der Leitung (Generalconciliar).
Beim Generalkapitel des Ordens im Jahr 1591 in Madrid wurde Johannes vom Kreuz ein Opfer von Richtungsstreitigkeiten im jungen Orden, weil er die Reformen Teresas, ihre Neubegründung gegen den Rigorismus des Generalvikars Nicolás Doria, verteidigte. Von der Ordensleitung verfemt, zog er sich nach Úbeda bei Jaén zurück, wo er am 14. Dezember 1591 starb. Seine Reliquien befinden sich in San Juan de la Cruz in Segovia in einem Schrein von 1926 auf dem Altar in seiner Grabeskapelle. Viele Mitbrüder und Menschen außerhalb des Ordens verehrten ihn schon bald. Die Chronik des Ordens entstellte seine Vita jedoch, sodass er bis in die jüngste Zeit hinein als Rigorist und Maestro de nada („Lehrer des Nichts“) galt, während er viel eher ein „Sänger der Liebe“ war. Das Nada te turbe, das man nach dem Tod der hl. Teresa in ihrem Stundenbuch fand, wird nach überwiegender Ansicht dem hl. Johannes vom Kreuz zugeschrieben, doch finden sich schon in Teresas 1565 abgeschlossener Vida ähnliche Gedanken, z. B.: „Mir ging allmählich wieder auf, dass alles nichts sei“ (3,5).

## Verehrung
Am 25. Januar 1675 wurde Johannes vom Kreuz von Papst Clemens X. seliggesprochen, am 27. Dezember 1726 sprach Papst Benedikt XIII. Johannes heilig. Am 24. August 1926 erhob ihn Pius XI. zum Kirchenlehrer. Im März 1993 bestimmte ihn Johannes Paul II. zum Schutzpatron der spanischsprachigen Dichter.

## Werkausgaben
- Johannes vom Kreuz: Sämtliche Werke. Vollständige Neuübertragung. 5 Bände. Herausgegeben und übersetzt von Ulrich Dobhan, Elisabeth Hense, Elisabeth Peeters. Herder, Freiburg (Breisgau) u. a. 1995–2000 (mehrere Auflagen):
  - Band 1: Die dunkle Nacht. Herder, Freiburg 1995 (Herder-Spektrum 4374), ISBN 3-451-04374-2.
  - Band 2: Worte von Licht und Liebe. Briefe und kleinere Schriften. Herder, Freiburg 1996 (Herder-Spektrum 4506), ISBN 3-451-04506-0.
  - Band 3: Der Geistliche Gesang. Vollständige Neuübertragung. Herder, Freiburg 1997 (Herder-Spektrum 4554), ISBN 3-451-04554-0.
  - Band 4: Aufstieg auf den Berg Karmel. Herder, Freiburg 1999 (Herder-Spektrum 4802), ISBN 3-451-04802-7.
  - Band 5: Die lebendige Liebesflamme. Herder, Freiburg 2000 (Herder-Spektrum 5049), ISBN 3-451-05049-8.

## Gedenktag
- Anglikanisch: 14. Dezember
- Evangelisch: 14. Dezember (im Kalender der Evangelisch-Lutherischen Kirche in Amerika)
- Katholisch: 14. Dezember (Gebotener Gedenktag im Allgemeinen Römischen Kalender)
- Altkatholisch: 14. Dezember